# Wzorcowe sanatorium dziennego pobytu dla dzieci

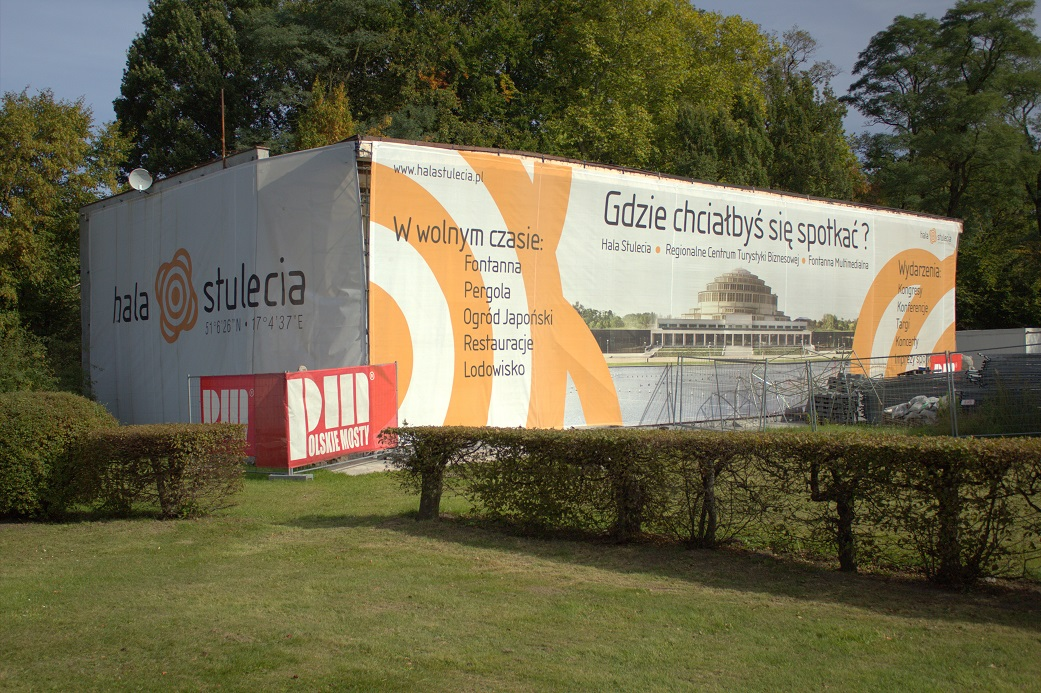
Budynek jesienią 2013

Wzorcowe sanatorium dziennego pobytu dla dzieci – modernistyczny budynek wzniesiony według projektu Richarda Konwiarza jako jeden z elementów ekspozycji na wystawie „Mieszkanie i miejsce pracy” odbywającej się w roku 1929 we Wrocławiu.

## Historia
Odbywająca się w dniach 15 czerwca – 30 września 1929 wystawa „Mieszkanie i miejsce pracy”, której głównym celem była prezentacja nowoczesnych rozwiązań budownictwa mieszkaniowego, składała się z kilku części eksponowanych na terenach wystawowych wokół Hali Stulecia. Zasadniczą jej częścią było modelowe osiedle domów jedno- i wielorodzinnych wybudowane w ciągu zaledwie trzech miesięcy przed otwarciem wystawy pomiędzy dzisiejszymi ulicami Zielonego Dębu i Tramwajową. Oprócz tego prezentowano różnego rodzaju ekspozycje tematyczne w samej Hali Stulecia, Pawilonie Czterech Kopuł i w położonej naprzeciw niego nieistniejącej już dziś Hali Targów. Natomiast na wolnym powietrzu wokół głównej hali wystawiono kilka większych obiektów i ekspozycji, które miały zostać rozebrane po zakończeniu wystawy. Powstały tam m.in. wystawa ogrodowa, wystawa sztuki cmentarnej, wystawa maszyn budowlanych, ulica handlowa, wzorcowe gospodarstwo rolne oraz domki weekendowe. Wschodnią część terenu pomiędzy Parkiem Szczytnickim a Pergolą przeznaczono na prezentację poświęconą urządzaniu przestrzeni służącej wypoczynkowi i zabawie dzieci w mieście. Głównym obiektem tej ostatniej ekspozycji był wzorcowy budynek sanatorium dziennego pobytu dzieci (niem. Kindererholungsheim) wraz z towarzyszącymi mu urządzeniami do zabawy i ćwiczeń gimnastycznych.
Całością prac projektowych i przygotowaniem tej ekspozycji kierował architekt i urzędnik wrocławskiego magistratu, odpowiedzialny m.in. za nadzór nad terenami zielonymi i obiektami sportowymi, wyższy radca budowlany Richard Konwiarz. Oprócz sanatorium zaplanował w tym miejscu jeszcze dwa inne obiekty: teatrzyk lalkowy na wolnym powietrzu i ogród szkolny. Budynek wzorcowego sanatorium pomyślany był jako miejsce dziennej opieki nad dziećmi chorującymi zwłaszcza na choroby płuc oraz nad dziećmi zagrożonymi takimi chorobami. Obiekt taki miał być czynny zarówno w okresie letnim jak i zimowym. Przebywające w nim dzieci, którymi opiekować się miał wykwalifikowany personel z lekarzem pediatrą na czele, miały być poddawane zabiegom, głównie naświetlaniu lampami kwarcowymi, a jednocześnie bawić się i uczyć jak w normalnym przedszkolu. Było to w zamyśle projektanta modelowe rozwiązanie w opiece nad dziećmi, jakie można było zastosować w całych Niemczech i jednocześnie pokaz osiągnięć wrocławskiego środowiska architektów, tak jak to miało miejsce w przypadku pozostałych budynków wystawy. W budynku doświetlanym od strony południowej dużymi oknami mieściły się: obszerna leżakownia wraz z osobnymi łóżkami na których prowadzono naświetlania lampami kwarcowymi, pokoje do zabaw, gabinet lekarski oraz urządzenia sanitarne i gospodarcze. Na zewnątrz urządzono czynny w okresie letnim brodzik do kąpieli, plac zabaw z piaskownicą oraz plac ćwiczeń gimnastycznych wyposażony w odpowiednie przyrządy. Przygotowując projekt tego budynku i towarzyszącym mu urządzeń Konwiarz współpracował z pediatrą doktorem Martinem Mohrem oraz nauczycielką gimnastyki Lili von Lange.
Po zakończeniu wystawy teatrzyk lalkowy i ogród szkolny jako obiekty o charakterze tymczasowym przygotowanym wyłącznie na wystawę zostały zdemontowane, natomiast budynek wzorcowego sanatorium jako obiekt, który nadawał się aby zaadaptować go do celów użytkowych, pozostał na swoim miejscu i służył przez następne lata mieszkańcom Wrocławia jako przedszkole. Drugim obiektem w bezpośrednim sąsiedztwie Hali Stulecia, który tak jak wszystkie pozostałe też miał zostać rozebrany było wzorcowe gospodarstwo rolne. Jednak jego budynek mieszkalny podobnie jak sanatorium przetrwał do dziś. W roku 1948 budynek dawnego sanatorium został wyremontowany i dość znacznie przebudowany. Ponownie stał się jednym z obiektów organizowanej we Wrocławiu ważnej imprezy – Wystawy Ziem Odzyskanych. W czasie jej trwania w jego wnętrzu Robotnicze Towarzystwa Przyjaciół Dzieci zorganizowało miejsce opieki nad dziećmi, których rodzice zajęci byli oglądaniem wystawy. W następnych latach przez dłuższy czas budynek pełnił ponownie funkcję przedszkola. Przez pewien czas funkcjonował tu nawet dom noclegowy nazywany „Hotelem Pod Misiami” ze względu na ustawione przed nim w 1948 dwie betonowe figurki niedźwiadków. 
Na początku XXI wieku obiekt pełnił różne funkcje, m.in. mieścił ośrodek opieki nad niepełnosprawnymi prowadzony przez fundację im. Brata Alberta. Obecnie jest on mocno zaniedbany i wymaga remontu, pełni funkcję magazynu dla pracowników obsługujących tereny wokół Hali Stulecia. Grożący zawaleniem okap nad tarasem wsparto dodatkowymi podporami, a zniszczona elewacja została przysłonięta reklamą. Plany remontowe, o których wspominała prasa na początku roku 2012, zakładały przebudowę obiektu na centrum nauki popularyzujące wiedzę lub galerię sztuki. Planowano także przywrócenie budynkowi kształtu zbliżonego do pierwotnego, wykonanie dodatkowych pomieszczeń w podziemiu oraz rekonstrukcję dawnego placu zabaw. Jednak plany te nie doczekały się jeszcze realizacji.

## Architektura
Sanatorium zaprojektowane przez Konwiarza zgodnie z podstawowymi założeniami modernizmu cechowało się prostą, pozbawioną zbędnych dekoracji, bryłą. Prostopadłościenny jednokondygnacyjny budynek kryty był płaskim dachem. Dzięki zastosowaniu konstrukcji szkieletowej wzdłuż prawie całej południowej i wschodniej elewacji poprowadzono ciąg okien, który dobrze doświetlał pomieszczenia wewnątrz. Część okien otwierała się na całej długości umożliwiając wyjście z sal na zewnętrzny taras. Elewacje pomalowano na biało. Wewnątrz budynku w południowym trakcie doświetlanym ciągiem okien umieszczono leżakownię z 32 łóżkami wyposażoną w lampy kwarcowe, dwa oddzielone ściankami działowymi pokoje zabaw oraz magazyn bez okien. W północnej części mieściły się szatnie, łazienka, ustępy oraz pokoje dla lekarza i obsługi. 
Obiekt prezentowany w czasie wystawy zebrał pozytywne recenzje. Niemiecki architekt Guido Harbers w swojej relacji z wystawy na łamach miesięcznika „Baumeister” komplementował dzieło Konwiarza tak jak i przedszkole wzorcowego osiedla autorstwa Heima i Kemptera. Pisał, że architektów niewątpliwie natchnął przyjazny człowiekowi oświecony duch, i że nie zapomnieli oni o dzieciach tak jak to miało miejsce w czasie zorganizowanej dwa lata wcześniej pierwszej wystawy Werkbundu w Stuttgarcie, a koncepcja budowania takich obiektów jak te dwa jest nowoczesna sama w sobie, jeszcze bardziej niż ich płaskie dachy. Mniej entuzjastyczny był w swojej relacji z wystawy opublikowanej w miesięczniku „Architektura i Budownictwo” polski architekt Edgar Norwerth pisząc również o obu budynkach, że są Dobre w rozkładzie, oświetleniu i przewiewie, ale nieco sztywne w linjach, mogłoby być więcej dopasowane do psychiki dziecka i nieco odrębne od ogólnych form budynków mieszkalnych.
W czasie przebudowy w roku 1948 dokonano kilku istotnych zmian. Od strony południowej dodano kryjący cały taras okap wsparty na ukośnych filarach. Zlikwidowano całkowicie pas okienny doświetlający wnętrze, dzieląc go na pojedyncze okna od strony południowej a od strony wschodniej całkowicie go zamurowując. Zmianom uległy także wnętrza. Na ścianie zachodniej umieszczony został relief wykonany w konwencji socrealistycznej przedstawiający kobietę trzymającą dziecko i stojącego za nią mężczyznę trzymającego w prawej dłoni młot, a lewą dłonią wznoszącego do góry sztandar. Natomiast front budynku ozdobiono dwiema wykonanymi z betonu figurami misiów.

## Zdjęcia
Sanatorium w czasie wystawy w 1929

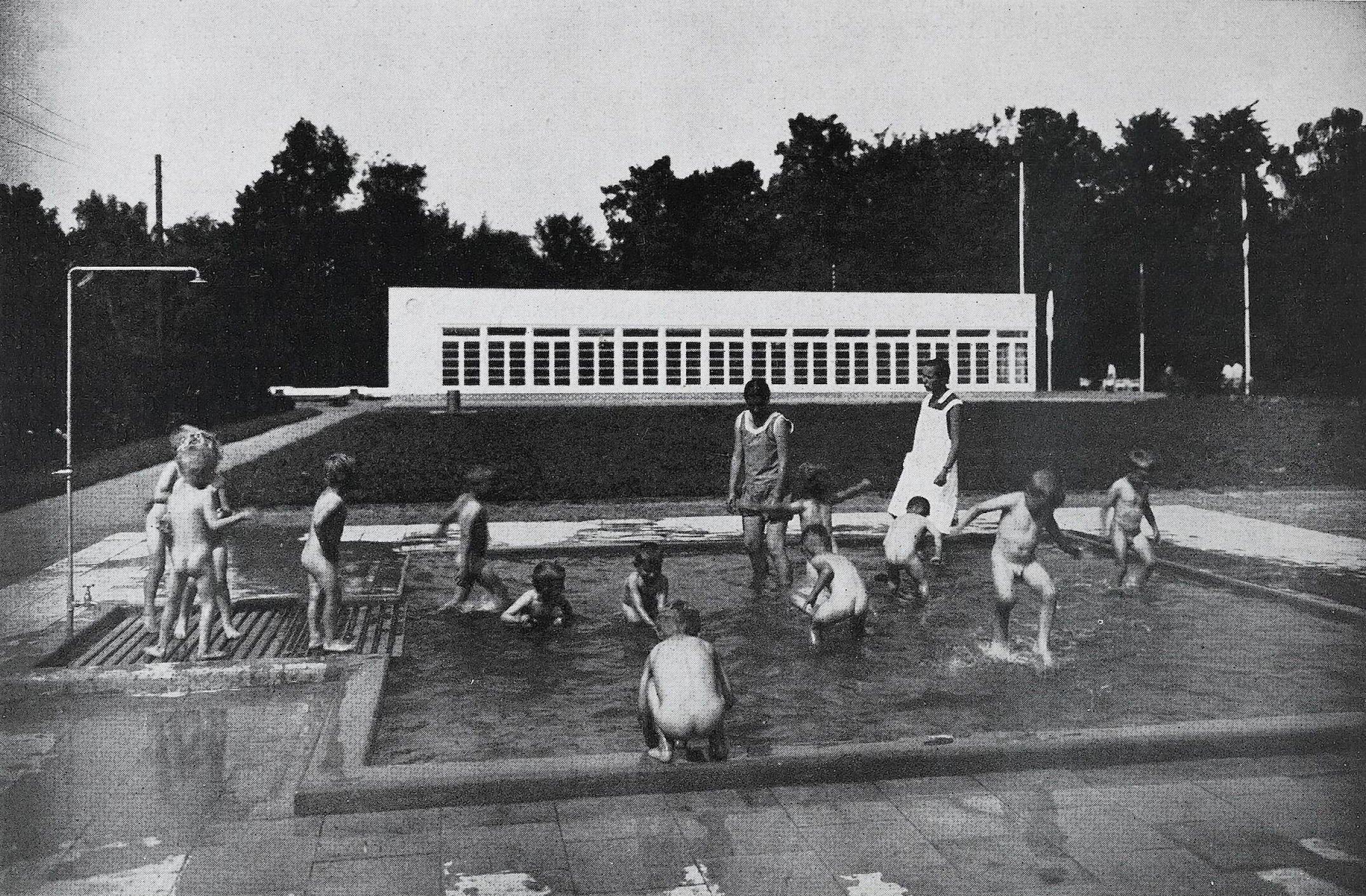
Brodzik dla dzieci przed budynkiem sanatorium
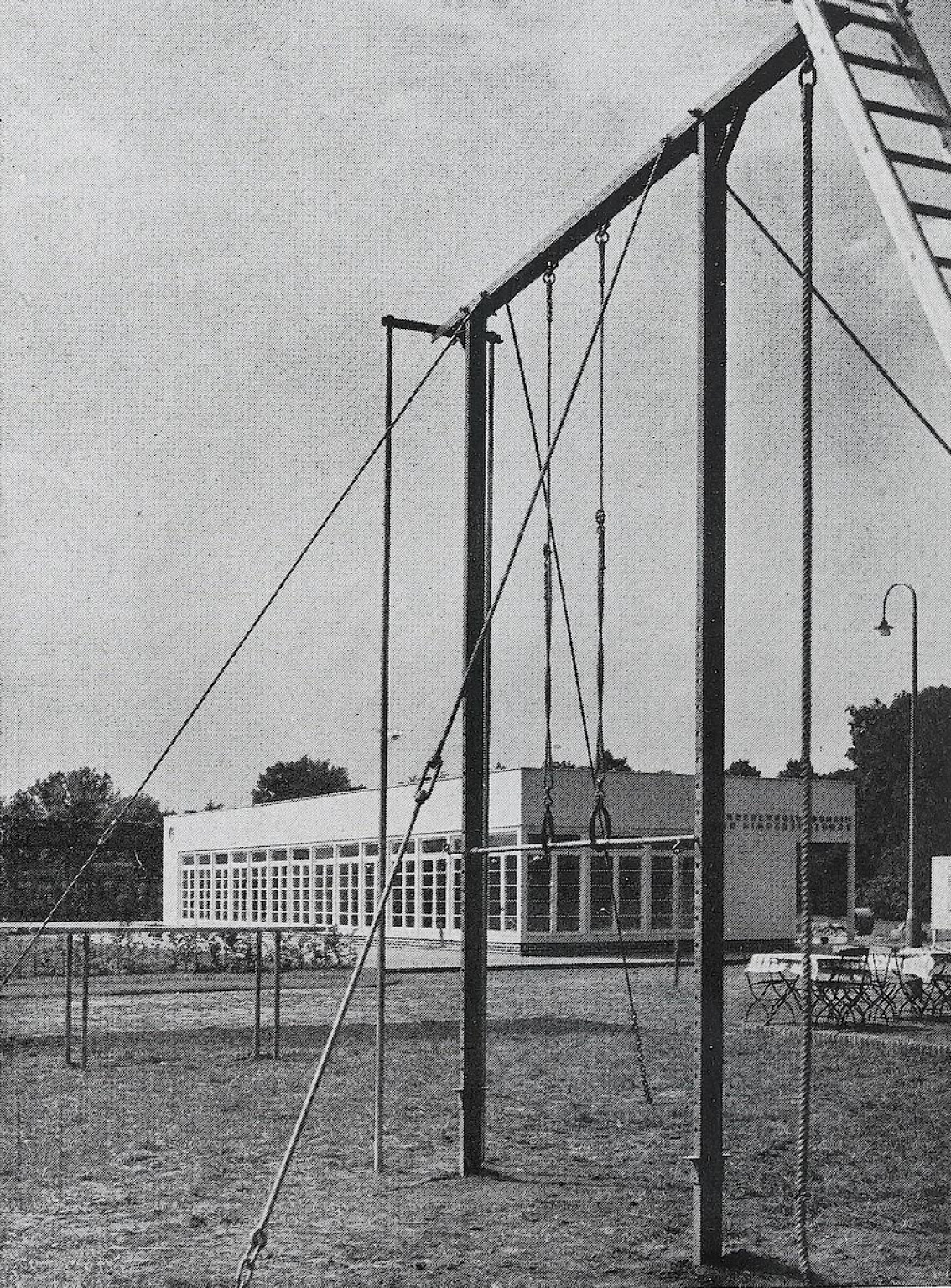
Plac zabaw i ćwiczeń gimnastycznych
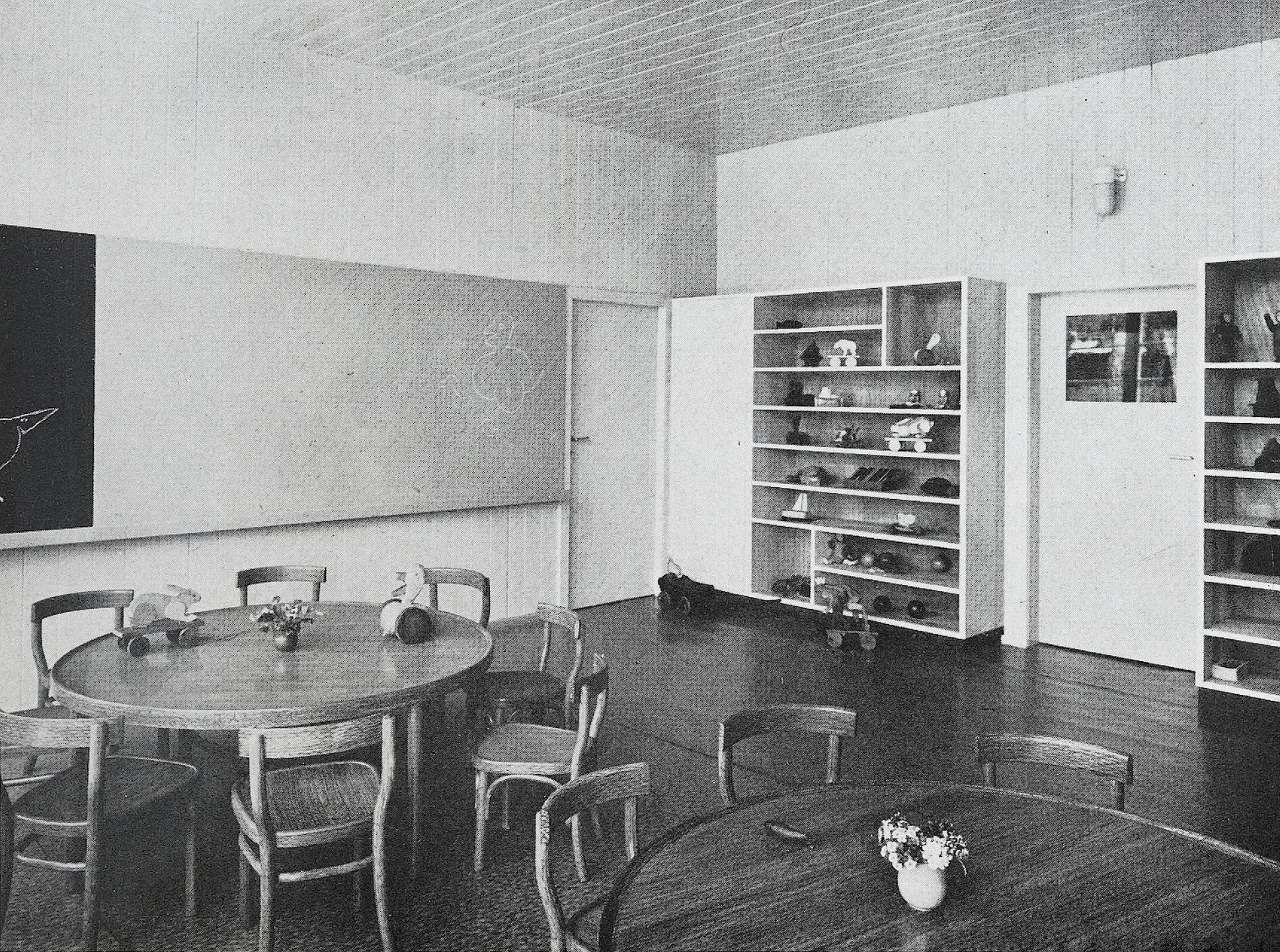
Pokój zabaw
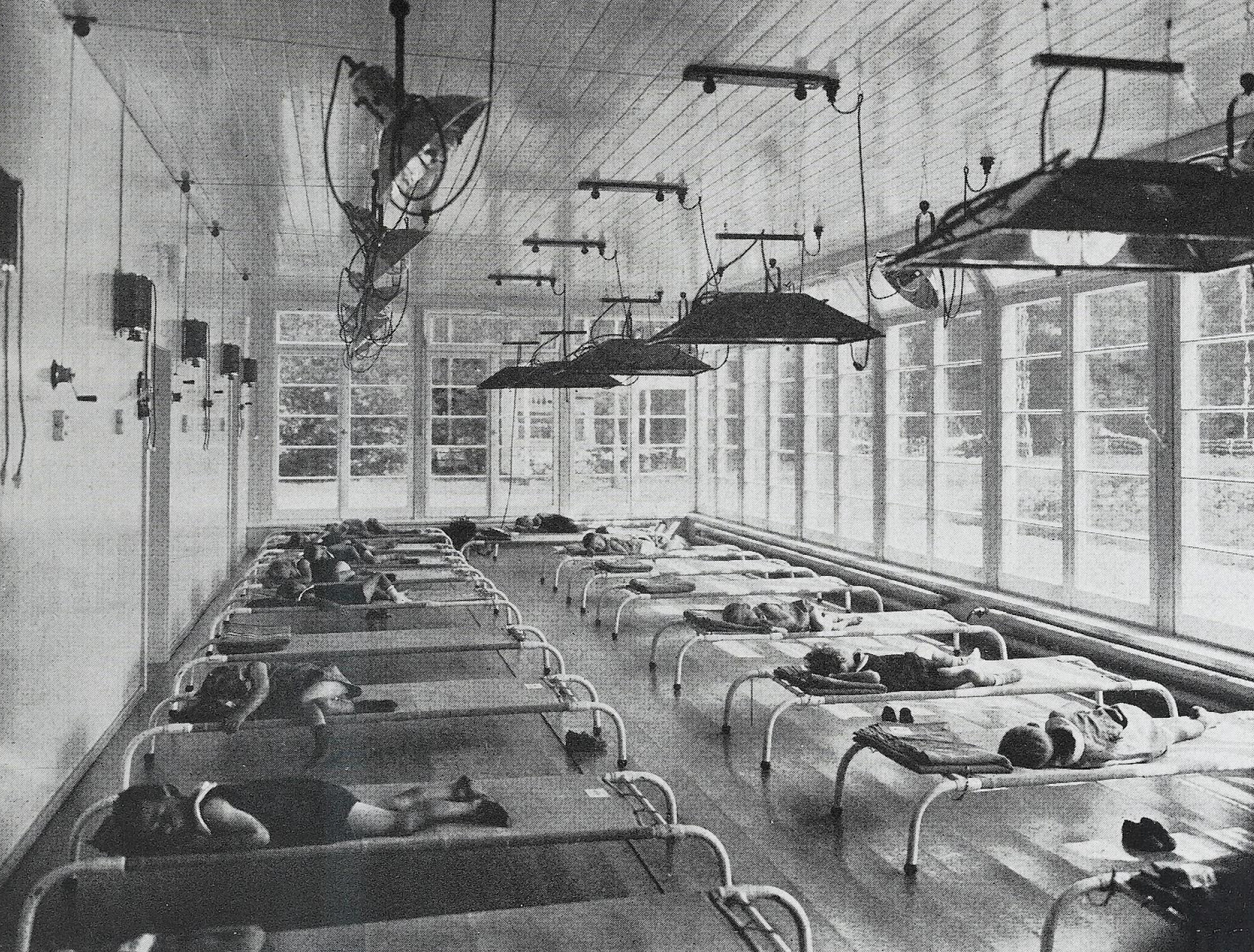
Sala odpoczynku z lampami kwarcowymi
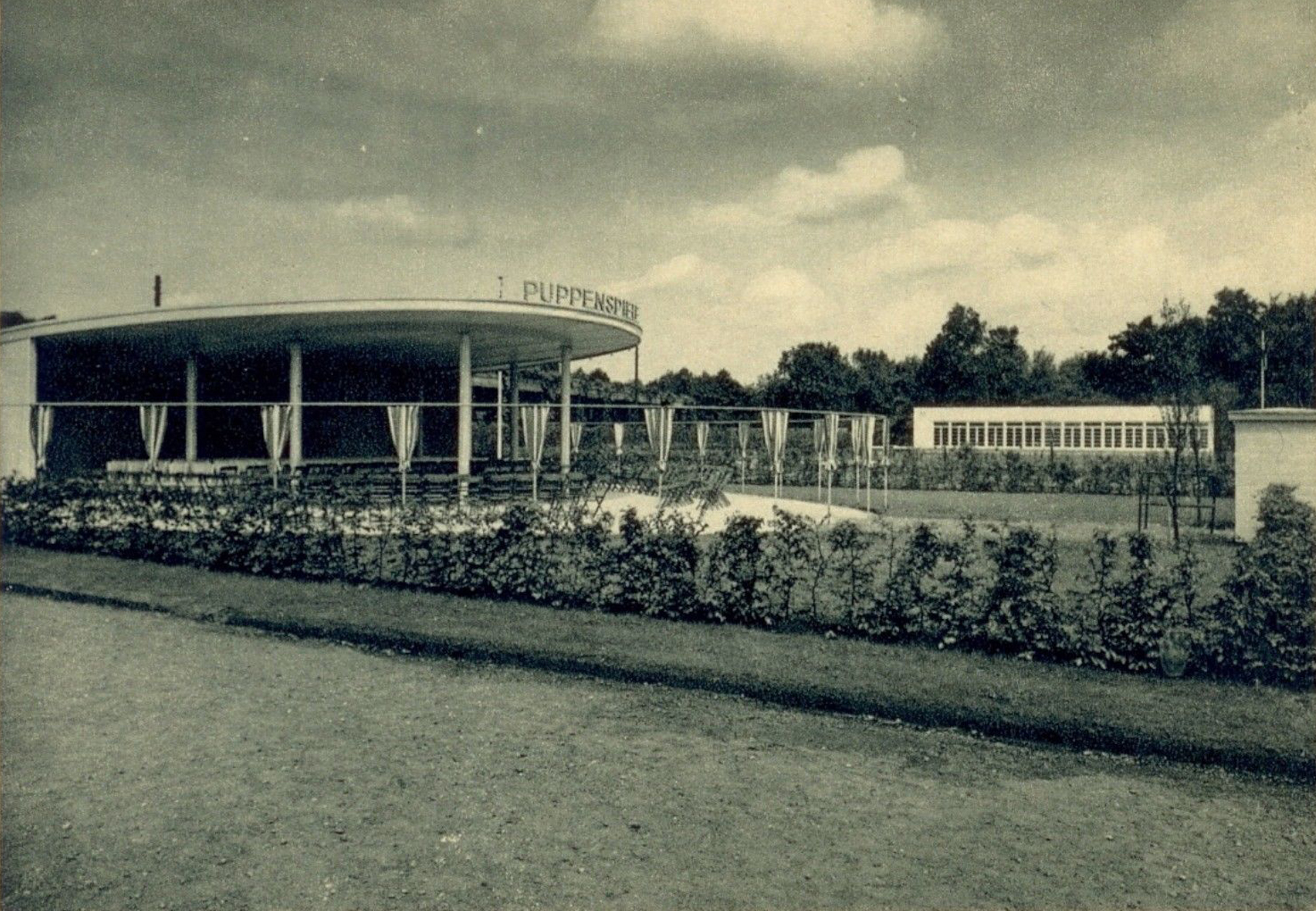
Teatrzyk lalkowy na pierwszym planie. W oddali budynek sanatorium